# Yomif Kejelcha
Yomif Kejelcha Atomsa, född 1 augusti 1997, är en etiopisk friidrottare specialiserad på långdistanslöpning. Han var tidigare världsrekordhållare på distansen en mile (3:47.01 från 2019 till 2025) och halvmarathon (57:30 från 2024 till 2025).

## Karriär
Han tog silver på 10 000 meter vid världsmästerskapen i friidrott 2019.